# 基什皮里特
基什皮里特，是匈牙利维斯普雷姆州所辖的一个村，总面积4.96平方公里，总人口98，人口密度19.8人/平方公里（2010年1月1日）。